# Čehoslovačka ženska softbolska reprezentacija
Čehoslovačka ženska softbolska reprezentacija je predstavljala državu Češku i Slovačku (ČSR) u športu softbolu.
Krovna organizacija: 

## Sudjelovanja na EP
- Rovereto 1979.: nisu sudjelovale
- Haarlem 1981.: nisu sudjelovale
- Parma 1983.: nisu sudjelovale
- Antwerpen/Anvers 1984.: nisu sudjelovale
- Antwerpen/Anvers 1986.: nisu sudjelovale
- Hørsholm 1988.: nisu sudjelovale
- Genova 1990.: 4.
- Bussum 1992.: brončane

Nakon tog prvenstva, Češka i Slovačka su odvojeno nastupale na prvenstvima, kao odvojena predstavništva.